# Glyptosceloides dentatus
Glyptosceloides dentatus là một loài bọ cánh cứng trong họ Chrysomelidae. Loài này được Askevold & Flowers miêu tả khoa học năm 1994.